# 1350
1350 (MCCCL) fue un año común comenzado en viernes del calendario juliano.
Es el año 1350 de la era común y del anno Domini, el año 350 del segundo milenio, el año 50 del siglo XIV y el primer año de la década de 1350.

## Acontecimientos
- Se funda Trinity Hall, uno de los colleges de la Universidad de Cambridge.
- En Wieringermeer (Países Bajos), una marea ciclónica inunda para siempre el pueblo de Gonsende (o Gawijzend). Los restos submarinos han sido hallados.
- En el norte de la actual España, Carlos II es entronizado como rey de Navarra.

## Nacimientos
- 23 de enero: Vicente Ferrer, predicador dominico valenciano, y santo católico.
- 12 de octubre: Dmitri Donskói, príncipe moscovita.

- Juan I, rey aragonés.
- Juan Alfonso de Alburquerque, aristócrata castellano, dueño del señorío de Saldaña.
- Selemoh-Ha Leví (Pablo de Santa María, el Burguense), judío converso español, consejero de Enrique III, escritor teológico y comentarista bíblico, obispo de Cartagena y de Burgos.

## Fallecimientos
- 26 de marzo: Alfonso XI de Castilla, rey castellano, llamado «el Justiciero»
- 15 de febrero: Fernando Núñez de Cabrera, obispo de Córdoba.
- 22 de agosto: Felipe VI, rey francés.
- 28 de noviembre: Juan Núñez III de Lara, señor de la Casa de Lara y de Vizcaya.
- 26 de diciembre: Juan de Marigny, obispo francés.
- Fernando Manuel de Villena, hijo y heredero del célebre escritor Don Juan Manuel y bisnieto del rey Fernando III de Castilla.
- Fernando Alfonso de Castilla. Señor de Ledesma, Haro y Béjar e hijo ilegítimo de Alfonso XI de Castilla y de Leonor de Guzmán.
- Arcipreste de Hita, escritor del Libro de Buen Amor